# لخمو
لخمو أو لحمو هو أحد الآلهة البدائية في الميثولوجيا البابلية، ذكر في ملحمة إينوما إيليش بكونه ابن كل من تيامات و أبزو وشقيق وزوج لخامو، مثل الأبراج والنجوم الأولى والكوكبات. وهو والد كل من أنشار وكيشار وجد أنو إله السماء. كان يتم تصويره كرجل ذي لحية مع وشاح أحمر مع ثلاثة أطراف وستة أصابع وهو على رأس وحوش الكوكبات. لخمو كان حارس بوابة أبزو في إريدو وألتي كان فيها معبد إنكي. يعتقد بأنه تتطور إلى لاماسو الرجل الثور وألذي أصبح حارس بوابات المدن.